# Розлуч (курорт)
Ро́злуч — невеликий курорт та гірськолижний комплекс у селі Розлуч (Самбірський район Львівська область). 
За часів Австро-Угорщини в Королівстві Галичини та Володимирії село було відомим курортом на рівні Трускавця і Східниці. 
Нині біля відпочинкового комплексу «Бойківський двір» споруджено лижну трасу для початківців завдовжки 700 м. та бугельний підйомник — 450 м. На базі відпочинку на Різдвяні свята проводяться театралізовані вистави. Серед розваг, доступних гостям, крім лиж, можна відзначити санки та льодова ковзанка. 
В селі також є джерела мінеральної води, які за складом аналогічні водам «Нафтуся» та «Боржомі». Джерела: Розлуч (содове), Розлуч, № 1, Розлуч, № 2.